# Alidus biplagiatus
Alidus biplagiatus – gatunek chrząszcza z rodziny kózkowatych i podrodziny zgrzypikowych. Jedyny przedstawiciel rodzaju Alidus.

## Zasięg występowania
Gatunek ten występuje południowo wschodniej Azji. Zaobserwowano go również w Nepalu, chińskiej prowincji Junnan oraz w Tajlandii.